# Dan Kiffi
Dan Kiffi (auch: Dan Kibi, Dankihi, Dan Kiyi Bougage, Winchila) ist ein Dorf im Arrondissement Zinder V der Stadt Zinder in Niger.

## Geographie
Das von einem traditionellen Ortsvorsteher (chef traditionnel) geleitete Dorf befindet sich südlich des Stadtzentrums im ländlichen Gemeindegebiet von Zinder, der Hauptstadt der gleichnamigen Region Zinder. Zu den Nachbardörfern von Dan Kiffi zählen Toubori im Nordosten, Gangara Karimou im Süden und Gogo im Westen.
Wie im gesamten Gemeindegebiet von Zinder herrscht das Klima der Sahelzone vor, mit einer durchschnittlichen jährlichen Niederschlagsmenge zwischen 300 und 400 mm.

## Bevölkerung
Bei der Volkszählung 2012 hatte Dan Kiffi 1054 Einwohner, die in 176 Haushalten lebten. Bei der Volkszählung 2001 betrug die Einwohnerzahl 523 in 94 Haushalten und bei der Volkszählung 1988 belief sich die Einwohnerzahl auf 732 in 133 Haushalten.

## Wirtschaft und Infrastruktur
Es gibt eine Schule im Dorf.